# Menachem Daum
Pour les articles homonymes, voir Daum.
Menachem Daum (Landsberg am Lech, en Bavière, 5 octobre 1946 – Borough Park, Brooklyn, New York, 7 janvier 2024), est un cinéaste, documentaliste juif orthodoxe américain, connu pour ses reportages sur le Hassidisme.

## Biographie
Menachem Daum,,, est né le 5 octobre 1946, à Landsberg am Lech, en Bavière, dans un camp de  DP (Displaced Persons, en anglais), en Allemagne.
Il est le fils de Moshe Yosef Daum et de Fela (Nussbaum) Daum, survivants de camps de concentration. C'est un second mariage, ayant les deux perdu respectivement leur épouse et époux et un fils. Ils se marient dans le camp en Bavière et donnent le prénom de Menachem (en hébreu: Consolateur) à leurs fils.
Il arrive avec ses parents aux États-Unis en 1951.

## Films
- (en) In Care of: Families and Their Elders (1988)[1],[6]
- (en) A Life Apart: Hasidism in America (1997) sur le Hassidisme à Brooklyn[5],[1]
- (en) Hiding and Seeking: Faith and Tolerance After the Holocaust (2004)[1].
- (en) The Ruins of Lifta (2016)[7],[8]